# Neyshabur
Neyshabur, eller Nishabur, (persiska نيشابور) uttal (fil), även Nishapur (نیشاپور), är en stad i nordöstra Iran. Den ligger i provinsen Razavikhorasan och har cirka 260 000 invånare. Staden är administrativt centrum för delprovinsen (shahrestan) Neyshabur.
Neyshabur uppnådde stor betydelse som sasanidernas egentliga residensstad under Yazdegerd II vid mitten av 400-talet. Under senare sasanidtiden gick Neyshabur tillbaka men upplevde en renässans som tahiridernas, samanidernas och seldjukernas residensstad. Under 800-1000-talen var Neysahbur ett av den iranska kulturens huvudsäten och där föddes 1048 poeten och vetenskapsmannen Omar Khayyam. 
Med stadens erövring av de turkmenska ghuzz 1153 började nedgången. Jordbävningar 1208 och 1280 samt mongoliska härjningar 1220 och 1269 förstörde dess ursprungliga betydelse.